# Фріулі

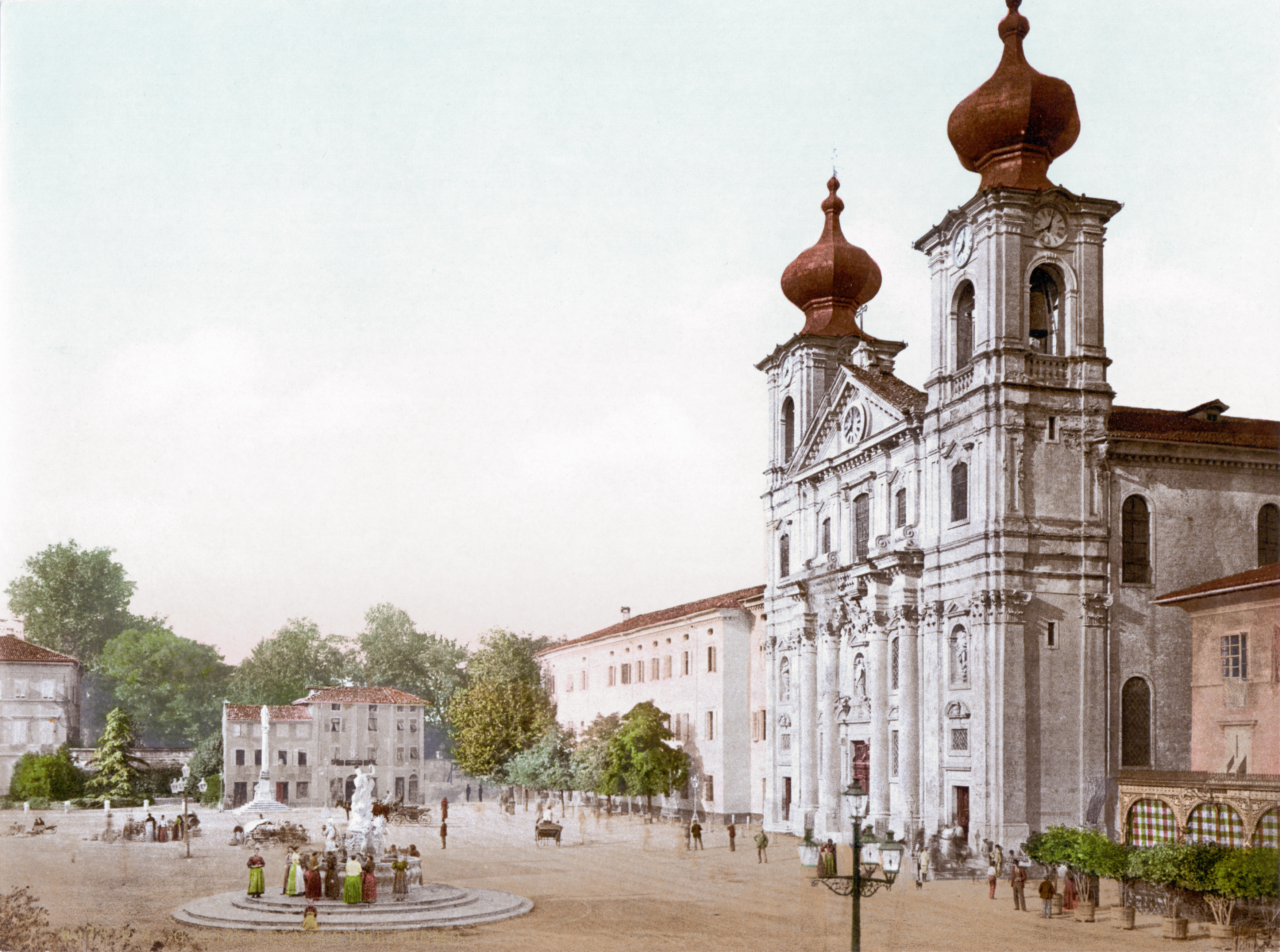
Центральна площа Гориції у 1900 році

Фріулі, у давнину Фурланія (фріул. Friûl, італ. Friuli) — історична область на півночі Італії, нині у складі регіону Фріулі-Венеція-Джулія. Основне населення — фріули, носії фріульської мови. Головне місто — Удіне, інші історичні центри — Гориція і Порденоне.

## Історія
Регіон отримав політичну ідентичність за лангобардів, які створили тут крупне герцогство Фріульське. Карл Великий започаткував на його місці буферну Фріульську марку, покликану убезпечити його володіння від слов'ян Крайни. наприкінці XI століття влада німців слабшає, бо велика частина Фріулі підпорядковується аквілейському патріархату Поппо.
Потім поступово, різноманітними засобами (добровільна угода з дворянством та містами, завоювання тощо), Фріулі переходить у володіння Венеційської республіки. Переходячи з рук у руки, за різними мирними угодами (у 1797 році — до Австрії, у 1805 році — до Італії, 1809 року — до іллірійських провінцій, у 1814 році — до Австрії), Фріулі за результатами австрійсько-італійської війни 1866 року було нарешті возз'єднано з Італією.